# ویلای امپراتوری شوگاکو-این
ویلای امپراتوری شوگاکو-این (به ژاپنی: 修学院離宮, Shugaku-in Rikyū)، مجموعه ای از باغ‌ها و ساختمان‌های بیرونی (بیشتر چایخانه‌ها) در تپه‌های حومه شرقی کیوتو، ژاپن جدا از کاخ امپراتوری کیوتو) بود.